# Synsepalum ovatostipulatum
Synsepalum ovatostipulatum là một loài thực vật có hoa trong họ Hồng xiêm. Loài này được (De Wild.) ined. miêu tả khoa học đầu tiên.